# Battaglia de l'Acul
La battaglia de l'Acul fu un episodio della rivoluzione haitiana.

## La battaglia
Dopo un tentativo a Port-de-Paix, il generale inglese John Whitelocke decise di attaccare la fortezza de l'Acul, situata presso la città di Léogâne. Il 13º, 20º, 49º e 62º reggimento di fanteria britannica, composti tutti da soldati europei, sbarcarono nei pressi della città e marciarono alla volta del forte. La struttura venne presa d'assalto con un combattimento di tre ore nel corso del quale il barone di Montalembert, il colonnello Spencer, il capitano Vincent, le compagnie d'élite del 49° e la fanteria leggera della guardia reale del 49° ebbero modo di distinguersi particolarmente. Un giovane di colore repubblicano diede fuoco alla polveriera del forte provocando un'esplosione che uccise 60 soldati inglesi, ma la vittoria finale andò proprio alla Gran Bretagna che riuscì ad occupare la fortezza.